# Casa González-Álvarez
La casa González Álvarez, también conocida como la casa más Antigua, es una casa museo histórica con origen en el siglo XVIII en época de la Florida española, situada en San Agustín, Florida, Estados Unidos. 
Se trata de un Monumento Histórico Nacional de Estados Unidos. Es la casa más antigua de San Agustín, ciudad más antigua de los EE. UU. de fundación española de 1565. 

## Historia
La casa data de 1723, de época de la Florida española, en la que San Agustín era una importante plaza para garantizar la seguridad de la ruta marítima de la Flota de Indias. Su primer propietario fue Tomás González y Hernández, artillero del Castillo de San Marcos.Fue construida con gruesos muros de piedra de coquina con una galería al este que mejoraba la ventilación, dotando a la vivienda de una agradable temperatura. Además, se observa el uso de hormigón atigrado en el interior. 
Tras la pérdida de La Florida ante Reino Unido en 1763 la familia González y el resto de los españoles, incluidos numerosos indígenas españoles, se exiliaron en el resto de regiones de la Capitanía General de Cuba, principalmente en la isla de Cuba.
En 1774 la casa fue comprada por el mayor inglés Joseph Peavett. De esta época data el segundo piso con revestimiento de madera y ventanas de vidrio en el lugar de las contraventanas de madera. 
En la segunda época española Gerónimo Álvarez realizó una ampliación de dos plantas en piedra de coquina. 
La casa fue adquirida en 1918 por la Sociedad Histórica de San Agustín. Entre 1959 y 1960 se llevaron a cabo obras que restauraron la apariencia que la casa González-Álvarez tenía a finales del siglo XIX.

## Descripción
La casa es testimonio de la época españolas, británicas y estadounidense de San Agustín. Es una estructura de dos pisos, su primer piso construido en coquina y su nivel superior enmarcado en madera con un exterior entablillado. Está cubierto por un tejado a cuatro aguas acabado con tejas de madera. El edificio refleja múltiples períodos de alteración y ampliación, durante diferentes períodos de la administración colonial. 

## Lista de familias que vivieron en la Casa más Antigua

### Primer periodo español
- (1625-1763) familia de Tomás González y Hernández y María Francisco de Guevara.

### Periodo británico
- (1775–1790) Joseph Peavett y María Evans.

### Segundo periodo español
- (1790–1882) Familia de Gerónimo Álvarez y Antonia Vens.

### Estado de Florida
- (1882–1918) familia de William B. Duke.
- (1882–1884) Mary Carver y el Dr. Charles P. Carver.
- (1884–1898) familia de James W. Henderson.
- (1898–1911) George T. Reddington.
- (1911–1918) granja de caimanes de South Beach.
- (1918-actualidad) Sociedad Histórica de San Agustín.

## Galería

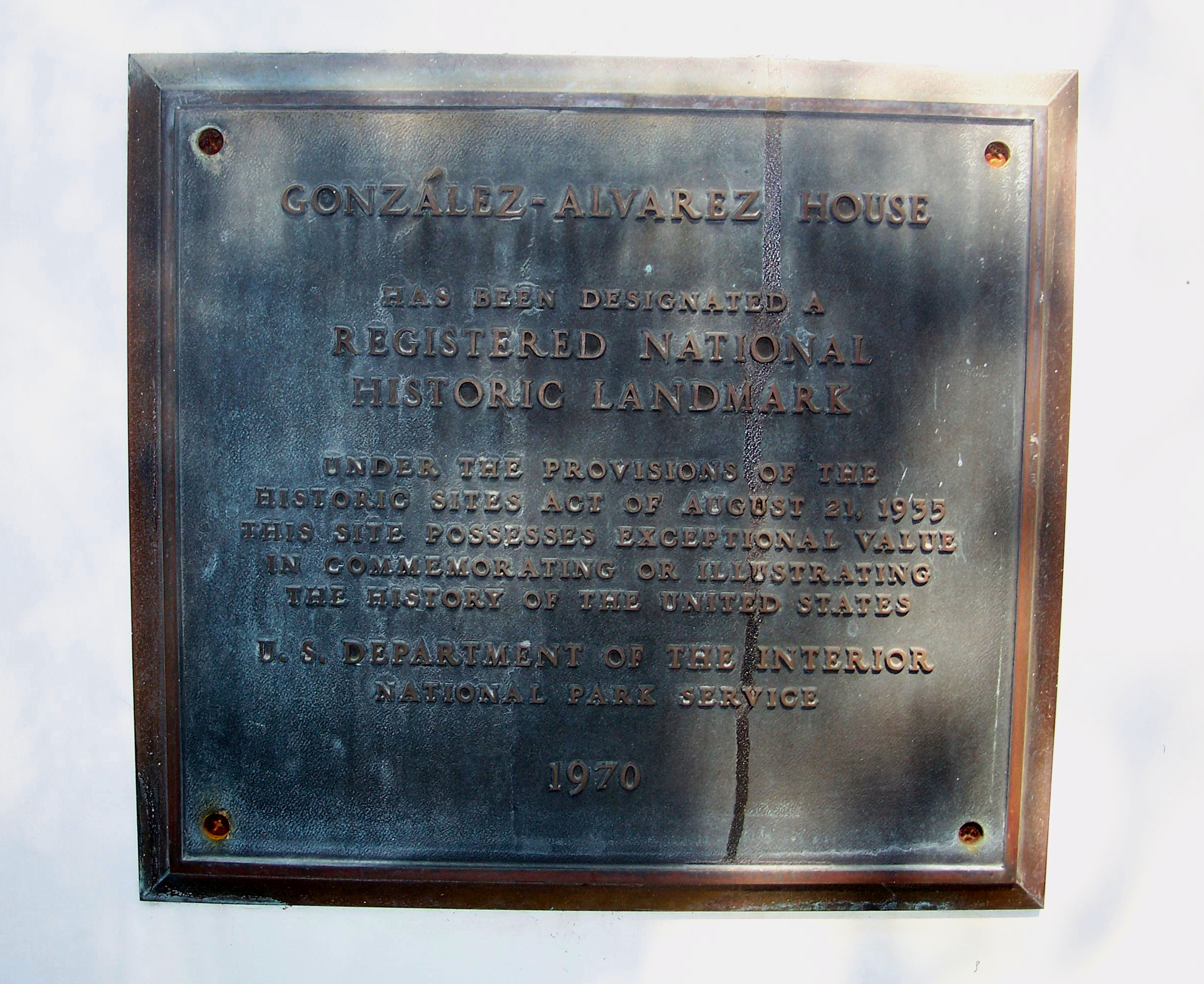
Placa de Monumento Histórico Nacional
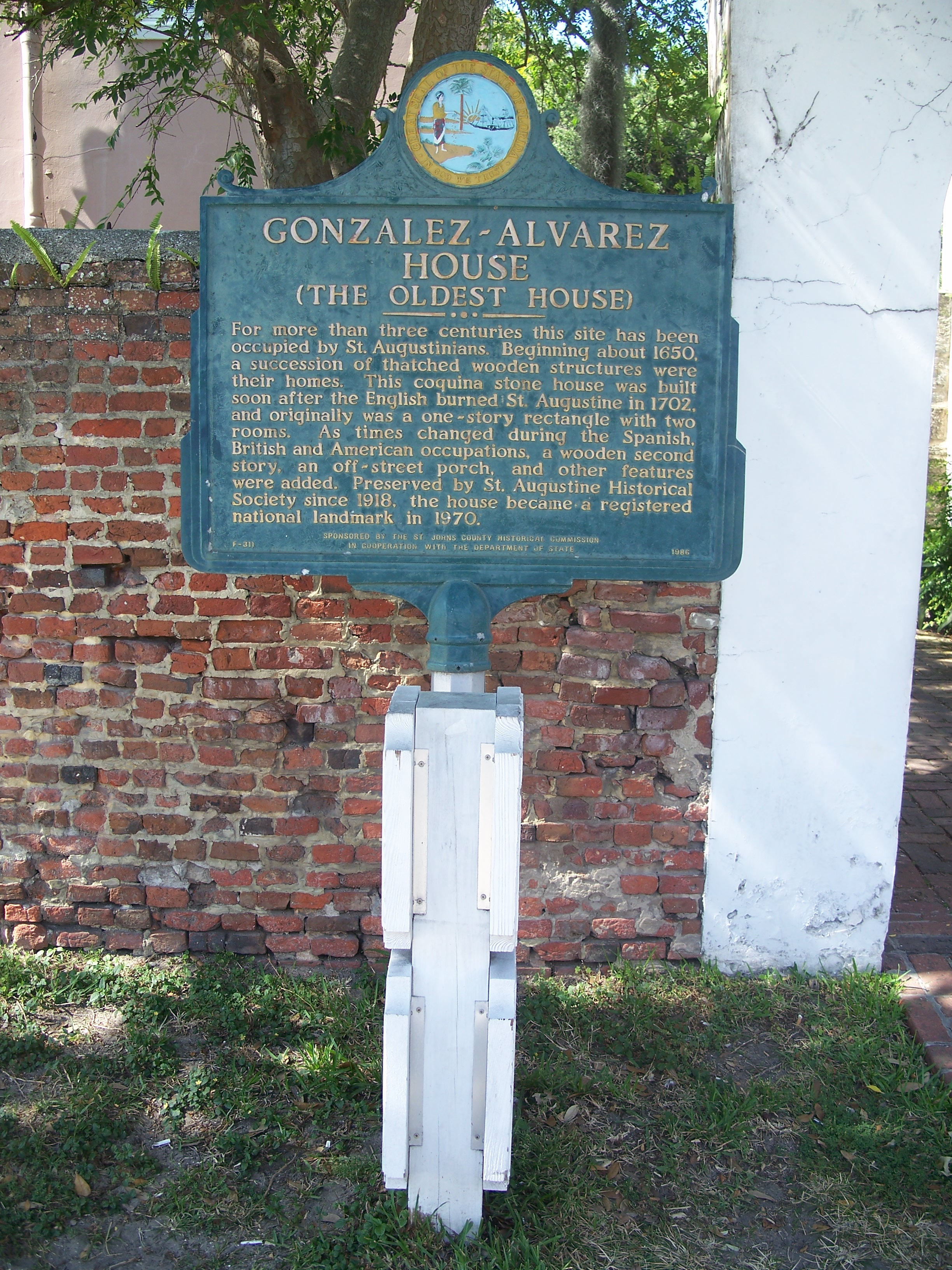
Marcador histórico
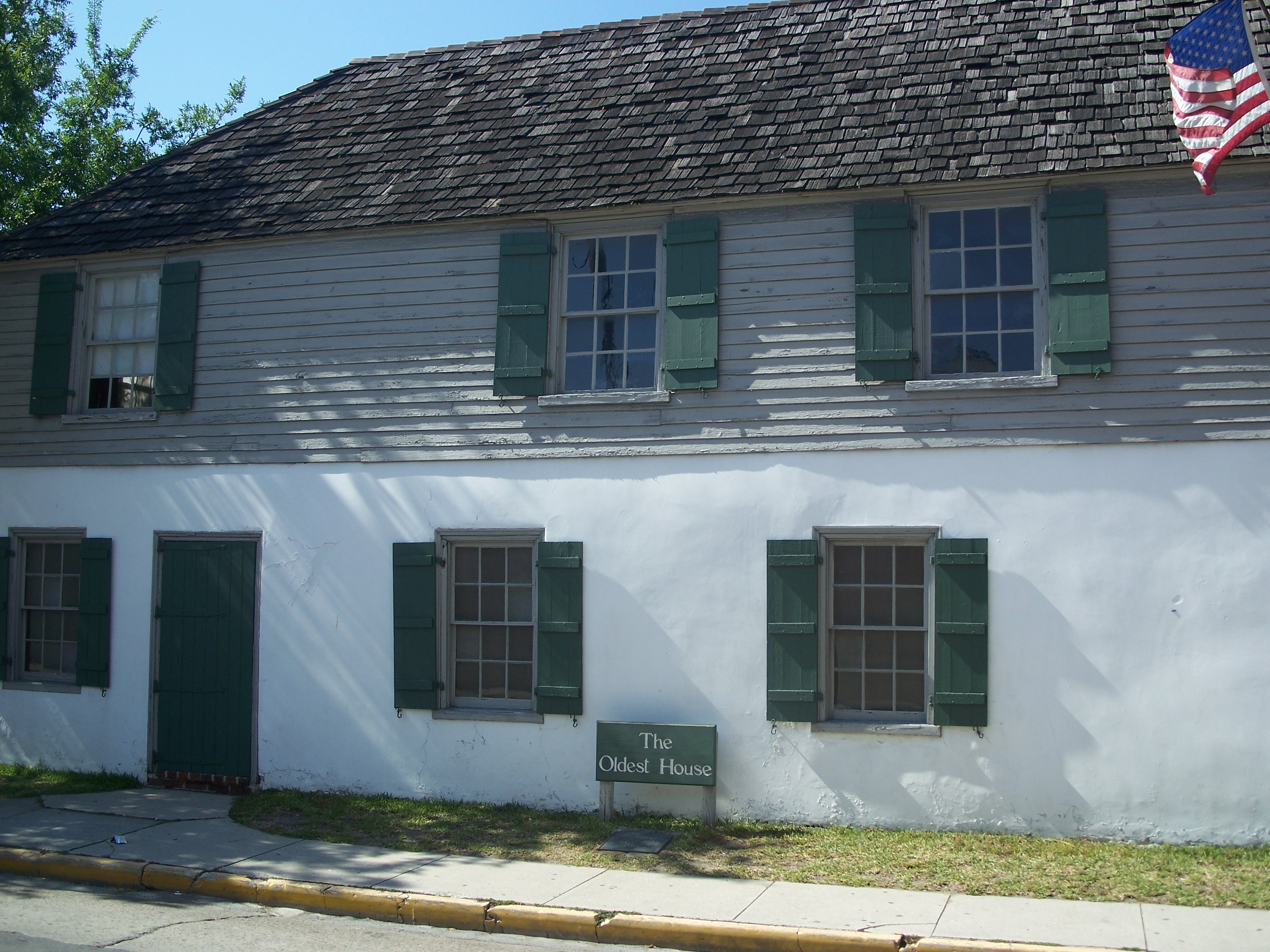
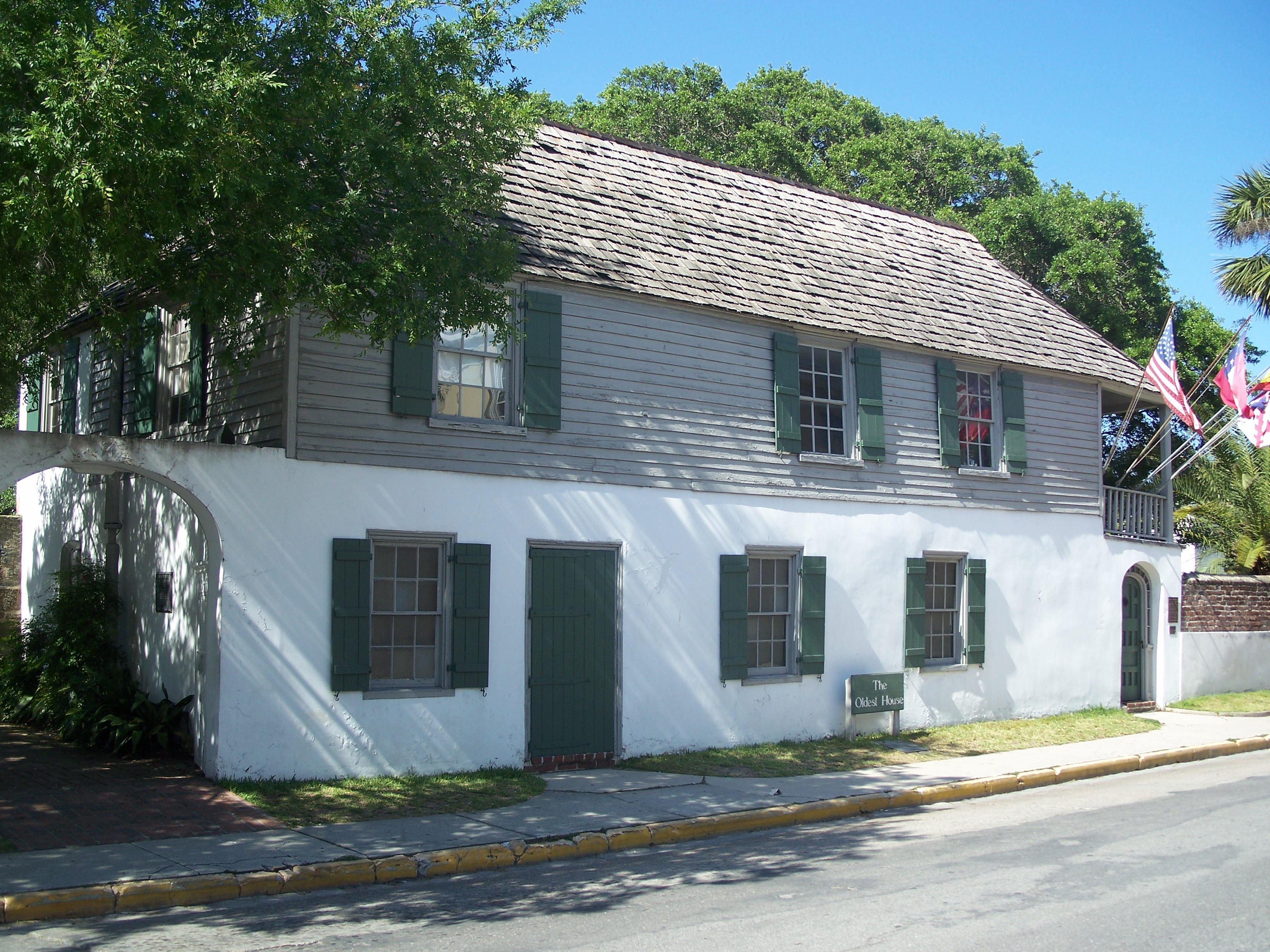
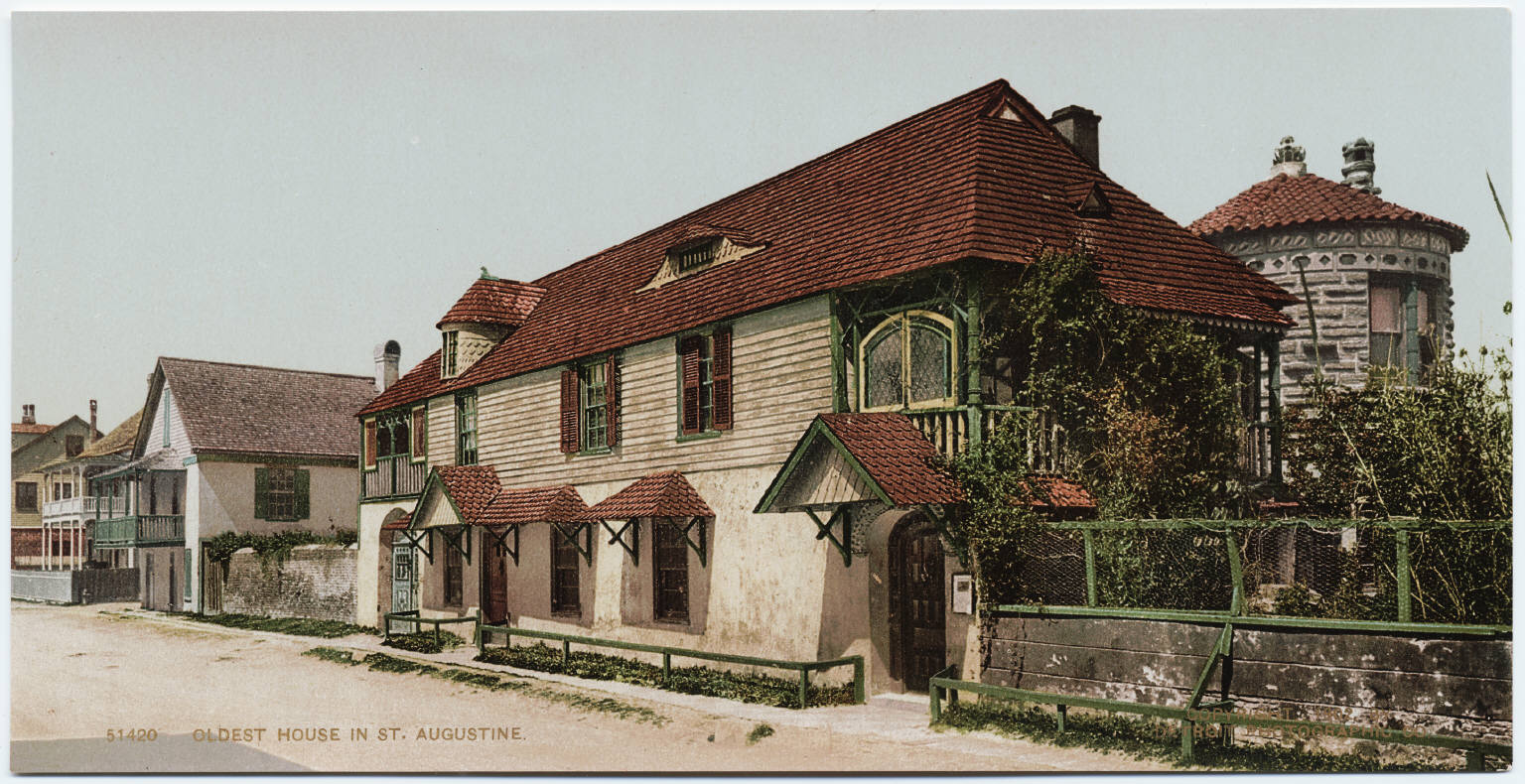
C. 1902